# Епархия Маруа-Моколо
Епархия Маруа-Моколо (лат. Dioecesis Maruanus-Mokolensis) — епархия Римско-Католической церкви с центром в городе Маруа, Камерун. Епархия Маруа-Моколо входит в митрополию Гаруа.

## История
11 марта 1968 года Святой Престол учредил апостольскую префектуру Маруа-Моколо, выделив её из епархии Гаруа (сегодня – Архиепархия Гаруа). 29 января 1973 года апостольская префектура Маруа-Моколо была преобразована в епархию. В этот же день епархия Маруа-Моколо вошла в митрополию Яунде. 
18 марта 1982 года епархия Маруа-Моколо вошла в митрополию Гаруа. 

## Ординарии епархии
- епископ Jacques Joseph François de Bernon OMI † (1968—1994)
- епископ Philippe Albert Joseph Stevens † (1994 — 5.04.2014)
- епископ Bruno Ateba Edo (с 5.04.2014)

## Источник
- Annuario Pontificio, Ватикан, 2007